# Alfredo dos Santos
Alfredo dos Santos (Río de Janeiro, Brasil, 1 de enero de 1920-ibídem, 23 de octubre de 1997), más conocido como Alfredo II o simplemente Alfredo, fue un futbolista brasileño que jugaba como centrocampista.

## Selección nacional
Fue internacional con la selección de fútbol de Brasil en 7 ocasiones y convirtió 2 goles. Formó parte de la selección subcampeona de la Copa del Mundo de 1950.

### Participaciones en Copas del Mundo
| Mundial                        | Sede   | Resultado  | Partidos | Goles |
| ------------------------------ | ------ | ---------- | -------- | ----- |
| Copa Mundial de Fútbol de 1950 | Brasil | Subcampeón | 1        | 1     |

### Participaciones en Copas América
| Copa                         | Sede  | Resultado  |
| ---------------------------- | ----- | ---------- |
| Campeonato Sudamericano 1945 | Chile | Subcampeón |
| Campeonato Sudamericano 1953 | Perú  | Subcampeón |

## Clubes
| Club          | País   | Año       |
| ------------- | ------ | --------- |
| Vasco da Gama | Brasil | 1937-1948 |
| Flamengo      | Brasil | 1949      |
| Vasco da Gama | Brasil | 1949-1956 |

## Palmarés

### Campeonatos regionales
| Título             | Club          | País   | Año  |
| ------------------ | ------------- | ------ | ---- |
| Campeonato Carioca | Vasco da Gama | Brasil | 1945 |
| Campeonato Carioca | Vasco da Gama | Brasil | 1947 |
| Campeonato Carioca | Vasco da Gama | Brasil | 1949 |
| Campeonato Carioca | Vasco da Gama | Brasil | 1950 |
| Campeonato Carioca | Vasco da Gama | Brasil | 1952 |

### Copas internacionales
| Título                               | Club          | Sede              | Año  |
| ------------------------------------ | ------------- | ----------------- | ---- |
| Campeonato Sudamericano de Campeones | Vasco da Gama | Santiago de Chile | 1948 |